# Трипільська сільська рада
Трипі́льська сільська́ ра́да — адміністративно-територіальна одиниця та орган місцевого самоврядування в Обухівському районі Київської області. Адміністративний центр — село Трипілля.

## Загальні відомості
Трипільська сільська рада утворена в січні 1943 року.
- Територія ради: 26,6 км²
- Населення ради: 3 001 особа (станом на 2001 рік)
- Територією ради протікають річка Дніпро, Красна, Бобриця.

## Населені пункти
Сільській раді підпорядковані населені пункти:
- с. Трипілля

## Склад ради
Рада складається з 20 депутатів та голови.
- Голова ради: Дегтяр Анатолій Петрович
- Секретар ради: Хапкова Віра Іванівна

### Керівний склад попередніх скликань
| Прізвище, ім'я, по батькові   | Основні відомості                                                 | Дата обрання | Дата звільнення |
| ----------------------------- | ----------------------------------------------------------------- | ------------ | --------------- |
| Терпило Володимир Миколайович | Сільський голова, 1966 року народження, безпартійний              | 26.03.2006   | 31.10.2010      |
| Дегтяр Анатолій Петрович      | Сільський голова, 1972 року народження, освіта вища, безпартійний | 31.10.2010   |                 |

Примітка: таблиця складена за даними сайту Верховної Ради України

### Депутати
За результатами місцевих виборів 2010 року депутатами ради стали:

#### За суб'єктами висування
| Суб'єкт висування            | Кількість обраних депутатів | %  |
| ---------------------------- | --------------------------- | -- |
| Самовисування                | 16                          | 80 |
| Соціалістична партія України | 3                           | 15 |
| Партія Зелених України       | 1                           | 5  |

#### За округами
| № округу                     | Прізвище, ім'я, по батькові     | Дата визнання обраним | Освіта             | Партійна приналежність             | Відомості про обраного депутата                                  |
| ---------------------------- | ------------------------------- | --------------------- | ------------------ | ---------------------------------- | ---------------------------------------------------------------- |
| Партія Зелених України       |                                 |                       |                    |                                    |                                                                  |
| 9                            | Міщенко Юрій Михайлович         | 04.11.2010            | середня спеціальна | член Партії Зелених України        | приватний підприємець                                            |
| Соціалістична партія України |                                 |                       |                    |                                    |                                                                  |
| 1                            | Деменок Олег Миколайович        | 04.11.2010            | вища               | член Соціалістичної партії України | Директор ТОВ «Біотехнології 2000»                                |
| 7                            | Дубинюк Світлана Василівна      | 04.11.2010            | середня            | член Соціалістичної партії України | приватний підприємець                                            |
| 10                           | Василенко Юлія Іванівна         | 04.11.2010            | вища               | член Соціалістичної партії України | Трипільська загальноосвітня школа І-ІІІ ст., практичний психолог |
| Самовисування                |                                 |                       |                    |                                    |                                                                  |
| 2                            | Олексієнко Світлана Василівна   | 04.11.2010            | вища               | позапартійна                       | приватний підприємець                                            |
| 3                            | Щербак Віктор Іванович          | 04.11.2010            | середня            | позапартійний                      | Трипільська ТЕС, слюсар                                          |
| 4                            | Терпило Валентина Василівна     | 04.11.2010            | середня спеціальна | позапартійна                       | Домогосподарка                                                   |
| 5                            | Манаєнко Інна Анатоліївна       | 04.11.2010            | середня спеціальна | позапартійна                       | ПП Кухарчук В. В., продавець                                     |
| 6                            | Носко Борис Олексійович         | 04.11.2010            | вища               | позапартійний                      | «Мітей»                                                          |
| 8                            | Коширенков Семен В'ячеславович  | 04.11.2010            | середня            | позапартійний                      | ФОП Коширенков С. В.                                             |
| 11                           | Поповіченко Світлана Михайлівна | 04.11.2010            | вища               | позапартійна                       | Трипільська сільська рада, спеціаліст по землеустрою             |
| 12                           | Деменюк Андрій Володимирович    | 04.11.2010            | вища               | позапартійний                      | Українська міська рада, помічник депутата                        |
| 13                           | Сутковий Сергій Юрійович        | 04.11.2010            | вища               | позапартійний                      | ВАТ"Автомобіліст", механік                                       |
| 14                           | Хапкова Віра Іванівна           | 04.11.2010            | середня            | позапартійна                       | Трипільська сільська рада, секретар                              |
| 15                           | Матвієнко Григорій Васильович   | 04.11.2010            | середня            | позапартійний                      | пенсіонер                                                        |
| 16                           | Давидюк Наталія Іванівна        | 04.11.2010            | вища               | позапартійна                       | Трипільська загальноосвітня школа І-ІІІ ст., директор школи      |
| 17                           | Турсунова Тетяна Дмитрівна      | 04.11.2010            | вища               | позапартійна                       | Дикретна відпустка                                               |
| 18                           | Строгий Микола Петрович         | 04.11.2010            | вища               | позапартійний                      | приватний підприємець                                            |
| 19                           | Сладкий Володимир Миколайович   | 04.11.2010            | середня спеціальна | позапартійний                      | Комунальне підприємство с. Трипілля, директор                    |
| 20                           | Деменок Микола Миколайович      | 04.11.2010            | середня            | позапартійний                      | пенсіонер                                                        |